# Sabetai Unguru
Sabetai Unguru, în ebraică - Shavtay Unguru ( שבתאי אונגורו, n. 1 ianuarie 1931, Podu Iloaiei, România – d. 6 ianuarie 2024) a fost un istoric israelian al matematicii, evreu originar din România.
A fost profesor asociat la Departamentul de Istorie al Universității a Oklahoma și apoi profesor și director al Institutului Cohn de Istoria și Filozofia Științei (1991-1997) la Universitatea din Tel Aviv.

## Biografie
Unguru s-a născut in 1931 la Podu Iloaiei ca fiu al lui Zeida și Ghiza Unguru, comercianți de olărie și mărunțișuri A studiat filozofia, filologia, istoria și matematica la Universitatea "Alexandru Ioan Cuza" din Iași.
A emigrat în 1961 în Israel, iar apoi, în 1966 a plecat în Statele Unite ale Americii, unde în anul 1970 a terminat doctoratul în istoria științei La Universitatea Wisconsin din Madison. Între anii 1970-1982 a fost asistent și profesor asociat la Departamentul de Istorie al Universității Oklahoma. Întors în Israel în anul 1983 Unguru a fost numit profesor asociat la noul creat Institut de Istorie și Filozofie a Științei, devenit ulterior Institutul Cohn de Istorie și Filozofia Științei și Ideilor. În 1987 a devenit profesor titular, iar in 1991 director al Institutului. Unguru a predat și făcut cercetări în domeniile istoriei matematicii și științei din antichitate și evul mediu, al opticii medievale etc.
Shavtay Unguru era căsătorit cu Yoheved Unguru și avea doi copii. Între elevii lui Unguru se numără Leo Corey și Michael Fried.
A murit în ianuarie 2024 la vârsta de 93 ani.  A fost înmormântat la cimitirul evreiesc Sde Yehoshua (Kfar Samir) de lângă Haifa. 

## Scrieri
- cu Michael N.Fried. Apollonius of Perga's Conica - Text, Context, Subtext
- Witelonis Perspectivae Liber Primus: Book I of Vitelo's Perspectiva, an English translation with introduction, commentary and Latin Edition,' The Polish Academy of Science Press, Studia Copernicana vol. XV (1977).
- Witelonis Perspectivae Libri Duo - Liber Secundus et Liber Tertius: Books II and III of Vitelo's Perspectiva, an English translation with introduction, commentary, notes and Critical Latin Edition, The Polish Academy of Science Press, Studia Copernicana vol. XXVII (1991).
- An Introduction to the History of Mathematics: Antiquity and the Middle Ages, Ministry of Defence Publications (Tel Aviv 1989, 2nd ed. 1996), Hebrew.
- An Introduction to the History of Mathematics: The Renaissance and Modern Era, Ministry of Defence Publications (Tel Aviv 1989), Hebrew.
- On the Need to Rewrite the History of Greek Mathematics în Archive for History of Exact Sciences (1975)